# Geocoris discopterus
Geocoris discopterus é uma espécie de inseto de olhos grandes da família Geocoridae. É encontrado na América do Norte.